# شیرین‌لب سری‌لانکا
شیرین‌لب سری‌لانکا (نام علمی: Plectorhinchus ceylonensis) نام یک گونه از سرده شیرین‌لب است.